# Santoña
Santoña är en kommun i Spanien. Den ligger i den autonoma regionen Kantabrien i norra delen av landet, 300 km norr om huvudstaden Madrid. Antalet invånare är 10 916 (2024).